# マルタの都市の一覧

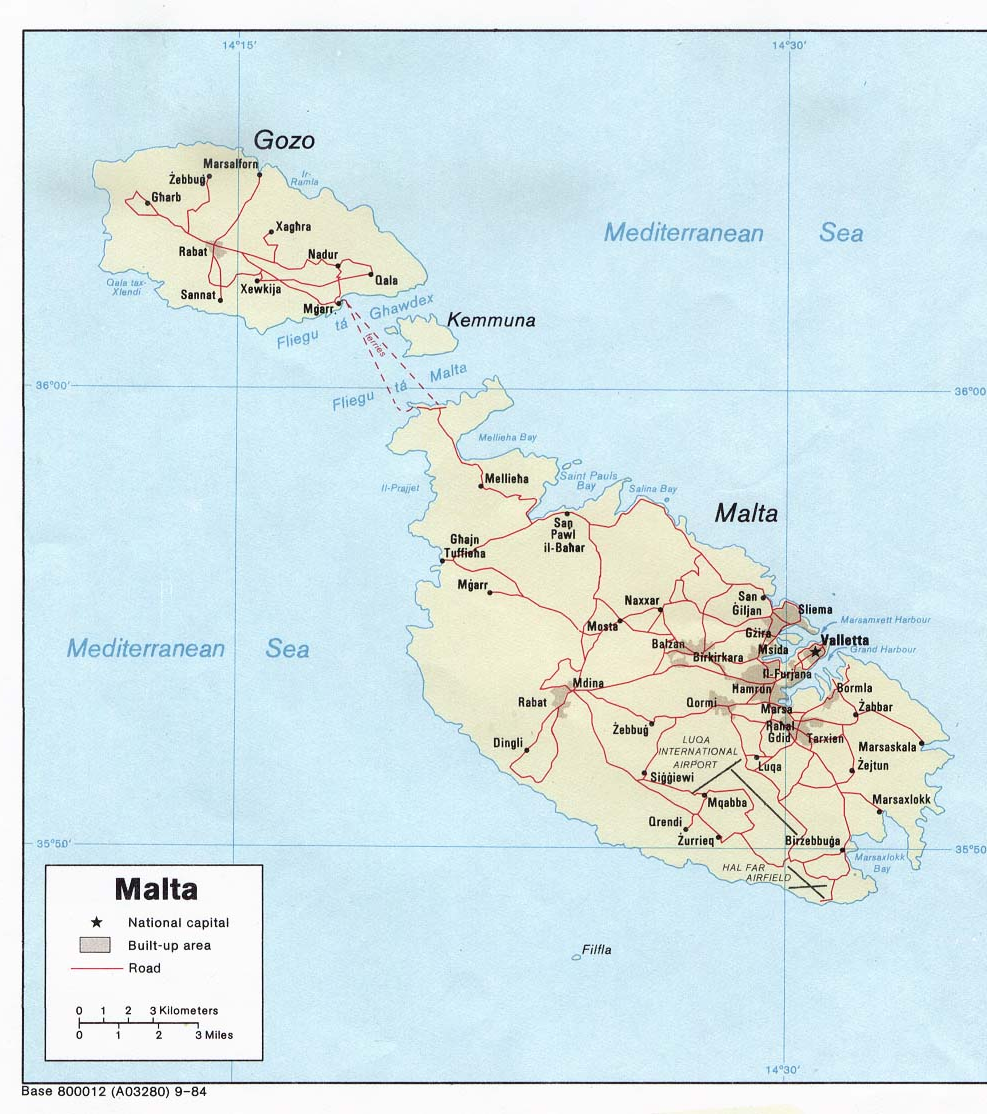
マルタの地図

マルタの都市の一覧。首都はバレッタ。

## マルタの都市 (2014年)
- "città"「都市」の称号が与えられている11都市。名誉称号であり法律上は他の自治体と同等である。歴史の古い都市は城郭の中にある。

- マルタは国土が小さい（シンガポールの半分）ため、国際基準ではバレッタを都心とする都市国家の形態に近い。

| 順位 | 都市          | マルタ語 | 人口   | 地方                | 島       |
| ---- | ------------- | -------- | ------ | ------------------- | -------- |
| 1.   | オルミ        | Qormi    | 16,779 | 南部地方 (マルタ)   | マルタ島 |
| 2.   | ザッパール    | Żabbar   | 15,404 | 南東部地方 (マルタ) | マルタ島 |
| 3.   | ゼブージ      | Żebbuġ   | 11,903 | 南部地方 (マルタ)   | マルタ島 |
| 4.   | ゼイトゥン    | Żejtun   | 11,508 | 南東部地方 (マルタ) | マルタ島 |
| 5.   | シッジウィー  | Siġġiewi | 8,367  | 南部地方 (マルタ)   | マルタ島 |
| 6.   | ラバト (ゴゾ) | Rabat    | 6,901  | ゴゾ地方            | ゴゾ島   |
| 7.   | バレッタ      | Valletta | 6,444  | 南東部地方 (マルタ) | マルタ島 |
| 8.   | コスピクア    | Bormla   | 5,395  | 南東部地方 (マルタ) | マルタ島 |
| 9.   | セングレア    | L-Isla   | 2,784  | 南東部地方 (マルタ) | マルタ島 |
| 10.  | ビルグ        | Il-Birgu | 2,629  | 南東部地方 (マルタ) | マルタ島 |
| 11.  | イムディーナ  | L-Imdina | 292    | 北部地方 (マルタ)   | マルタ島 |

## 他の自治体
- フロリアーナ
- ビルキルカラ
- モスタ
- リーヤ
- ルア
- セント・ポールズ・ベイ
- シャーラ